# Łukasz Gutkowski
Łukasz Gutkowski (* 21. März 1998 in Warschau) ist ein polnischer Pentathlet.

## Karriere
Gutkowski begann als Kind wie sein älterer Bruder mit dem Fechten und betrieb später auch Leichtathletik und Schwimmen. Im Alter von 12 Jahren begann er mit dem Modernen Biathlon, eine Kombination aus Laufen und Schwimmen, ehe er Fünfkämpfer wurde. Im Jahr 2017 wurde er auch erstmals polnischer Meister und debütierte im Weltcup. Bei den U24 Europameisterschaften 2018, die in Drzonków stattfanden, wurde Gutkowski Junioren-Europameister im Einzel und mit der Mixed-Staffel. Erstmals nahm er zudem an den Weltmeisterschaften teil, wo er in Mexiko-Stadt 32. wurde. Ein Jahr später gewann er erneut in Drzonków bei den Junioren-Weltmeisterschaften die Bronzemedaille.
2021 qualifizierte sich Gutkowski für seine ersten Olympischen Sommerspiele, die im selben Jahr in Tokio stattfanden. Das Einzelrennen beendete er auf dem 12. Platz, wobei seine beste Disziplin der Laserrun war. 2022 gewann er die Goldmedaille bei den Laser-Run-Weltmeisterschaften und wurde zum zweiten Mal polnischer Meister im Modernen Fünfkampf. Diesen Titel konnte er 2023 verteidigen. Bei den Europaspielen 2023 im heimischen Krakau wurde er, unter anderem mit voller Punktzahl beim Reiten, Achter und qualifiziere sich damit für seine zweiten Olympischen Spiele. Mit dem Ziel seinen 12. Platz aus Tokio zu verbessern und um die Medaillen zu kämpfen, trat er in Paris an. Mit 1505 Punkten im Halbfinale qualifizierte er sich für das Finale, in welchem er Platz 15 erreichte.